# Union pour la nouvelle République (1958–1967)
Union pour la nouvelle République (UNR) (dansk: Unionen for den nye republik) var et fransk gaullistisk parti, der blev oprettet i 1958 og nedlagt i 1967.
Partiet støttede den daværende premierminister Charles de Gaulle i at omdanne den fjerde republik til den femte republik.

## Præsidentvalg
Ved præsidentvalgene i 1958 og 1965 støttede partiet Charles de Gaulle, der blev valgt begge gange.

## Premierministre
Partiet havde følgende premierministre:
- Michel Debré (1959–1962)
- Georges Pompidou (1962–1968)